# Меморијални центар АСНОМ
Меморијални центар АСНОМ (мкд. Меморијален Центар АСНОМ) је културно-историјски и рекреациони комплекс код села Пелинце, Северна Македонија. Посвећен је Првом заседању Антифашистичког собрања народног ослободиђења Македоније, одржаног 2. августа 1944. године у манастиру Св. Прохор Пчињски.
Центар се налази поред реке Пчиње код села Пелинце (Општина Старо Нагоричане) на два километра удаљености од историјског места у којем је било одржаном Прво заседање АСНОМ-а, манастира Прохор Пчињски.

## Историја
Идеја, да се изгради меморијални центар посвећен АСНОМ-у, покренута је откада су се појавили проблеми око обележавања Првог заседања АСНОМ-а у манастиру Прохор Пчињски, који се налази преко македонске границе, у Србији. Напетост је досегла врхунац када су на иницијативу Војислава Шешеља, 1998. године, са манастира насилно скинуте спомен-плоче посвећене АСНОМ-у. Наредних година, македонске делегације су у спомен на празник полагале венце код чесме у близини манастира.
Меморијални центар, изграђен код села Пелинце, свечано је отворио тадашњи председник Македоније, Бранко Црвенковски, 2. августа 2004. године, поводом 60. годишњице Првог заседања АСНОМ-а.

## Уређење и садржај
Комплекс обухвата површину од 8.5 хектара, а чине га игралишта, ресторан, амфитеатар за приредбе и Музеј АСНОМ-а, у којем се налазе спомен-плоче које су некада стајале на манастиру Прохор Пчињски.
Пројектант Меморијалног центра је архитекта и професор Георги Константиновски. На фасади музеја налази се монументални мозаик величине 140 м2, под називом „Македонија“, а дело је македонског сликара Рубенса Корубина. Унутар музеја се налази копија собе из манастира Прохор Пчињски, укојој је било одржано заседање, а до ње је спомен-соба у којој су изложени документи о државотворности Северне Македоније.